# Douala VI
Douala VI (ou Douala 6e) est une commune d'arrondissement de la communauté urbaine de Douala, département du Wouri dans la région du Littoral au sud du Cameroun. La mairie  a pour siège la localité de Manoka. Les Malimba sont les autochtones de cette localité  .

## Géographie
Elle s'étend de l'île de Manoka au deux rives de l'embouchure du Wouri au sud de la communauté urbaine de Douala. Elle est limitée au nord par les communes de Douala III et Douala IV. Le territoire communal est situé en grande partie dans l'écorégion des mangroves d'Afrique centrale.

## Histoire
La commune rurale de Manoka est créée en 1992.

## Administration
Elle est dirigée par un maire depuis 1996.
| Période     | Identité     | Parti | Notes |
| ----------- | ------------ | ----- | ----- |
| depuis 1996 | Ernest Edimo | RDPC  |       |

## Population
| 1992 | 2005  | 2018  |
| ---- | ----- | ----- |
| -    | 5 464 | 8 623 |

## Villages

### Ile de Manoka

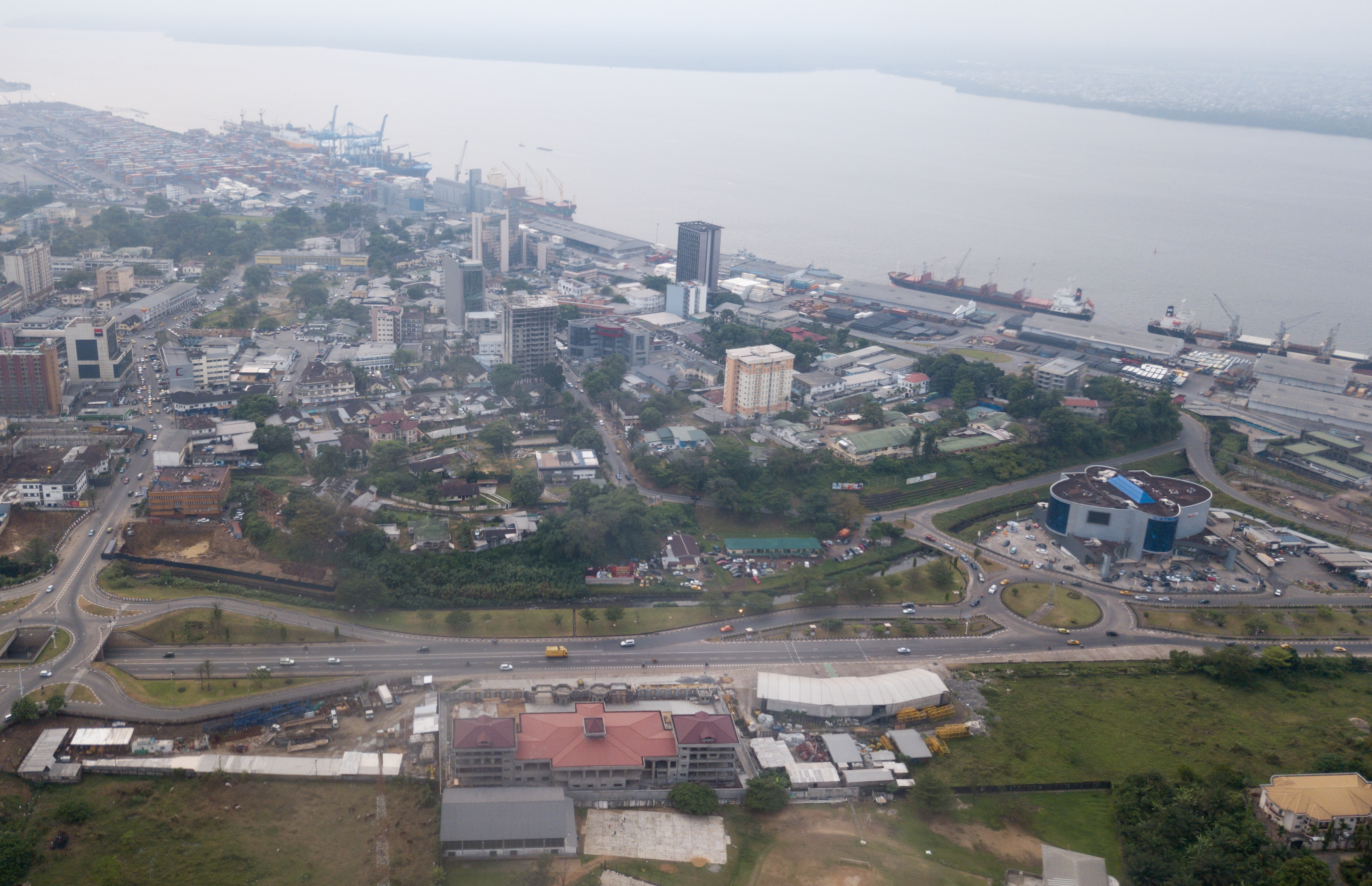
Rive du Wouri à Douala en vue aérienne,

- Manoka
- Dahomey
- Number One Creek
- Nyangadou
- Mbénadikoumé
- Epaka I
- Epaka II
- Buea I

### Rive droite du Wouri
- Bessoukoudou
- Bwapé
- Moukala Tanda
- Kombo
- Bouma
- Moungangué
- Kombo Moukoko (île Moundjou)
- Poka I
- Akra Kombo
- Cap Cameroun
- Petit Toubé

### Rive gauche du Wouri
- Bikoro
- Koo
- Missipi
- Matanda Massadi

## Éducation
- Lycée bilingue de Manoka[3]